# Roy Stuart (fotógrafo)
Roy Stuart es un fotógrafo y director norteamericano residente en París.
La obra visual de Stuart se caracteriza por tratar el tema pornográfico desde la sensualidad de la belleza femenina y la estética BDSM. Ha dirigido dos películas: Giulia (1999) y The Lost Door (2008). En la actualidad, Roy Stuart combina la realización audiovisual con la fotografía erótica.

## Carrera artística

### 1977–1980
La obra de Roy Stuart comienza a finales de los 1970 en Nueva York, en el contexto de la contracultura norteamericana. En aquellos años, Stuart se relaciona con figuras como Gregory Corso o Allen Ginsberg, y sobre todo, con el poeta cubano Nelson Villamor, con quien funda la banda "Pigeons of the Universe". Además de la vertiente musical, Stuart vive su primera experiencia con el cine: un papel menor en la segunda parte de El Padrino; posteriormente, también intervendría en algunas películas de bajo presupuesto. Stuart se muestra especialmente interesado por las técnicas cinematográficas, en especial por la iluminación, que influiría notablemente en su obra posterior.

### 1980–1990
En la década de 1980, Stuart abandona Estados Unidos y se establece en Reino Unido, donde trabaja tomando instantáneas eróticas de su novia, que después vende a revistas. Poco a poco, comienza a darse a conocer y se convierte en fotógrafo profesional. Sin embargo, el tenso ambiente político de Londres en aquellos años le lleva a mudarse a París.

### 1990–2010
Cada vez más, decide filmar sus sesiones fotográficas. Todas estas secuencias serían posteriormente compiladas en la cinta The Glimpse, una suerte de documental sobre su labor artística. Estas filmaciones despertaron de nuevo su interés por el cine, y en 2008 rodaría su primer gran largometraje, The Lost Door.
Mientras tanto, prosiguió su carrera fotográfica. Un encuentro organizado con Benedikt Taschen daría como resultado la publicación de cinco volúmenes de imágenes (Roy Stuart I - RSV), con unas ventas de más de medio millón de ejemplares, que consagrarían mundialmente a su autor.